# Robin Carpenter
Robin Carpenter (Filadèlfia, 20 de juny de 1992) és un ciclista estatunidenc, professional des del 2013 i actualment a l'equip Human Powered Health.

## Palmarès
- 2013
  - Vencedor d'una etapa al Joe Martin Stage Race
- 2014
  - Vencedor d'una etapa a l'USA Pro Cycling Challenge
- 2015
  - Vencedor d'una etapa al San Dimas Stage Race
- 2016
  - 1r al Cascade Classic i vencedor d'una etapa
  - 1r al Tour d'Alberta
  - Vencedor d'una etapa al Tour de Utah
- 2017
  - 1r a la Joe Martin Stage Race i vencedor d'una etapa
  - 1r al Winston Salem Cycling Classic
  - 1r al Cascade Classic
  - Vencedor d'una etapa al San Dimas Stage Race
- 2018
  - Vencedor d'una etapa al Tour de Murrieta
- 2021
  - Vencedor d'una etapa a la Volta a la Gran Bretanya